# نیکیتا کونتینی
نیکیتا کونتینی (انگلیسی: Nikita Contini Baranovsky؛ زادهٔ ۲۱ مهٔ ۱۹۹۶) بازیکن فوتبال اهل ایتالیا است.
از باشگاه‌هایی که در آن بازی کرده‌است می‌توان به باشگاه فوتبال روبور سیه‌نا، باشگاه فوتبال اسپال و باشگاه فوتبال ناپولی اشاره کرد.